# NGC 7223
NGC 7223 est une galaxie spirale barrée située dans la constellation du Lézard. Sa vitesse par rapport au fond diffus cosmologique est de 4 386 ± 21 km/s, ce qui correspond à une distance de Hubble de 64,7 ± 4,5 Mpc (∼211 millions d'al). NGC 7223 a été découverte par l'astronome germano-britannique William Herschel en 1790.
La classe de luminosité de NGC 7223 est II-III et elle présente une large raie HI.
Selon le professeur Seligman, NGC 7223 forme probablement une paire de galaxies en interaction gravitationnelle avec LEDA 214803. La distance de Hubble de cette dernière est égale à 64,76 ± 4,57 Mpc (∼211 millions d'al), soit quasiment la même que celle de NGC 7223. Par ailleurs, selon la base de données Simbad, LEDA 214803 est une galaxie candidate au titre de galaxie active.

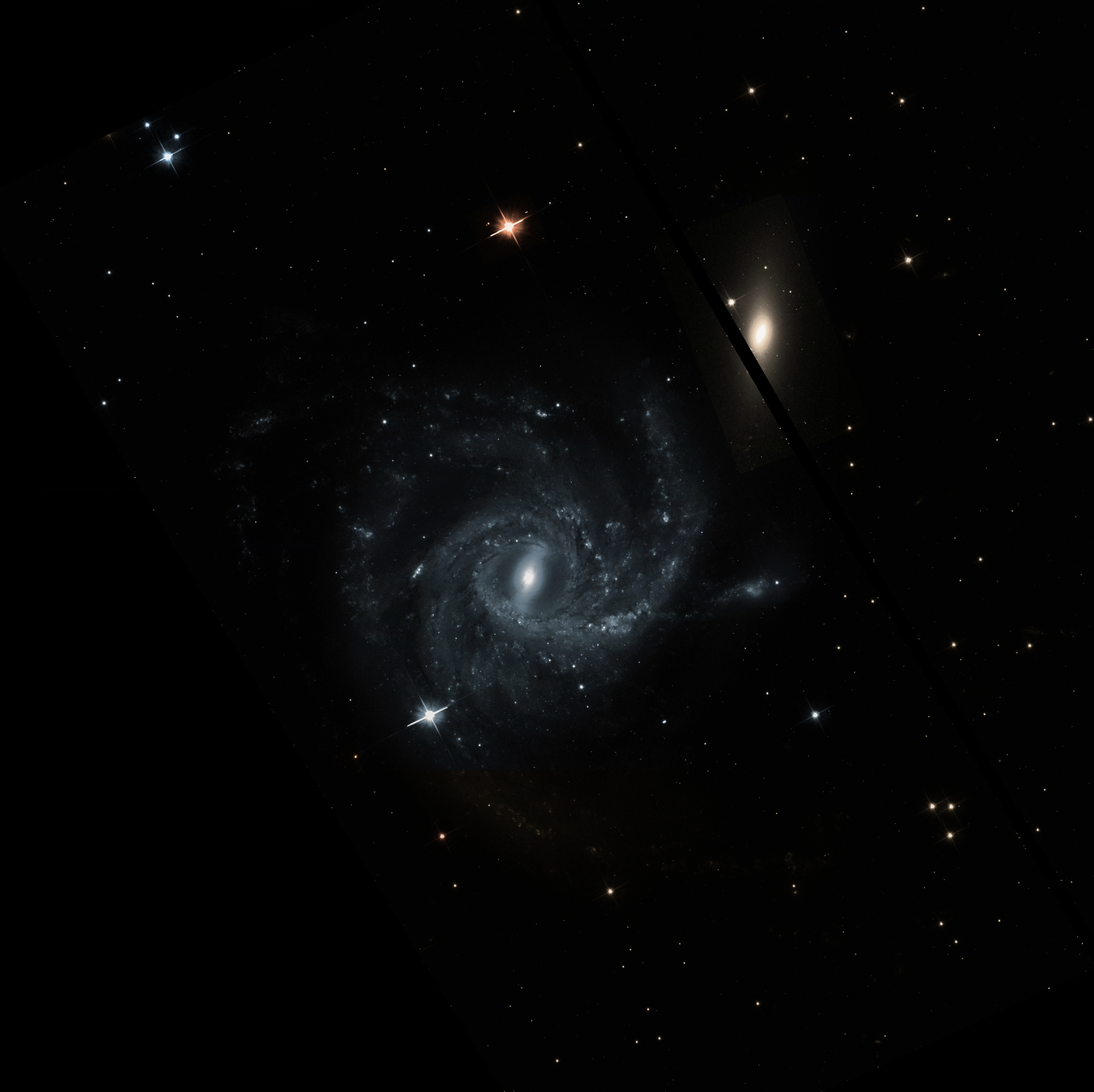
NGC 7223 selon les données du télescope spatial Hubble.

## Groupe de NGC 7223
Selon A. M. Garcia, NGC 7223 est membre d'un groupe de galaxies qui porte son nom. Le groupe de NGC 7223 renferme au moins 6 galaxies auxquelles on peut dorénavant ajouter LEDA 214803, soit un total de 7. Les autres galaxies du groupe sont PGC 67977, 67985, 68169, 68171 et 68178.